# 허베이 텔레비전
허베이 텔레비전(중국어: 河北电视台, 영어: Hebei Television, HEBTV)은 중화인민공화국 허베이성을 권역으로 하는 텔레비전 방송국이다.
주요 프로그램으로 뉴스 프로그램인 허베이신웬롄보(河北新闻联播)가 있다. 청주문화방송과 대전방송과 제휴를 맺고 있다.

## 채널
- HEBTV-1 (河北卫视) : 허베이위성텔레비전, 종합 채널로 뉴스와 예술, 영화 등 다양한 프로그램을 방송한다.
- HEBTV-2 (经济生活频道) : 경제 채널
- HEBTV-3 (都市频道) : 시내 채널
- HEBTV-4 (影视频道) : 영화 채널
- HEBTV-5 (少儿科教频道) : 아동 및 교육 채널
- HEBTV-6 (公共频道) : 공공 채널
- HEBTV-Farmer (农民频道) : 농업 채널